# Gaspare Colosimo
Pour les articles homonymes, voir Colosimo.
Gaspare Colosimo (Colosimi, 8 avril 1859 - Naples, 7 septembre 1944) est un avocat, homme politique et philanthrope italien.

## Biographie
Né à Colosimi, un petit village de la région de Sila, il fréquente le collège de l'internat national Vittorio Emanuele II de Naples (où il est l'élève de Giuseppe Petroni et de Vincenzo Padula), obtient une licence en droit à l'université de Naples et exerce la profession d'avocat à Naples à partir de 1896. Dans sa jeunesse, il est un fervent républicain ; en 1882, il fonde à Naples un journal d'inspiration républicaine, "La Lanterna", dont le titre rappelle La Lanterne d'Henri Rochefort, et est membre de la franc-maçonnerie.
Converti à la monarchie, il suit d'abord les traces du duc de San Donato. Élu pour la première fois au Parlement le 6 novembre 1892 (XXVIIIe législature) dans la circonscription de Serrastretta, il est député pendant neuf législatures, représentant toujours des circonscriptions calabraises. Il occupe souvent des postes gouvernementaux : il est également sous-secrétaire d'État à l'agriculture, à la justice et aux colonies, ainsi que ministre des postes et des télégraphes (avec Giovanni Giolitti), puis ministre des colonies (avec Paolo Boselli, 1916-1919), vice-président du Conseil des ministres du gouvernement Orlando en 1919 et, par intérim, ministre de l'intérieur et président du Conseil des ministres (pendant le séjour d'Orlando à Paris, engagé dans les négociations de paix). Il se retire de la vie privée en 1924 et peu après, le 18 août 1924, il est nommé sénateur du Royaume.
Il est mort en 1944 à Naples, dans l'institut pour aveugles Paolo Colosimo, qu'il a fondé et baptisé du nom de son fils Paolo, mort prématurément. À Naples, une large rue du Rione Materdei porte son nom, tandis qu'à San Lazzaro di Savena (BO), un rond-point porte son nom.

### Commissions sénatoriales
- Membre de la Commission des travaux publics et des communications (17 avril 1939-5 août 1943)

### Bureaux parlementaires
- Sous-secrétaire du ministère de l'Agriculture, de l'Industrie et du Commerce (19 juin 1898 - 14 mai 1899)
- Membre du Comité permanent des élections (2 juillet 1900 - 6 février 1902, 11 mars 1902 - 18 octobre 1904)
- Sous-secrétaire du ministère de la Justice et des Cultes (5 juin 1906 - 24 mars 1907)
- Membre du Conseil du budget général et des comptes administratifs (9 mai 1907 - 8 février 1909)
- Membre du Conseil général du budget et des comptes administratifs (27 mars 1909 - 26 novembre 1912)
- Sous-secrétaire du ministère des Colonies (26 novembre 1912 - 26 novembre 1913)
- Vice-Premier ministre (9 mars - 23 juin 1919)

## Écrits
Ses journaux du ministère, ses écrits sur la pacification de la Cyrénaïque, divers documents sur l'administration coloniale avec des notes sur l'histoire de l'Érythrée et des factures imprimées à partir de 1896, ainsi que sa correspondance avec Vittorio Emanuele Orlando sont rassemblés aux Archives d'État de Catanzaro. Ses écrits et ses discours parlementaires ont également été publiés.
- Raffaele Colapietra, Documenti dell'Archivio Colosimo in Catanzaro, Milan: Giuffré, 1981
- Articoli giovanili di Gaspare Colosimo: (N° 1877 à 1909), Naples: Tip. Amitrano, 1960
- Opera tratta dagli scritti di Gaspare Colosimo: 1916-1919, Pompéi: Scuola tipografica, 1959
- Interessi coloniali, Milan: Fratelli Treves, 1918

## Distinctions honorifiques
- Commandeur de l'ordre de la Couronne d'Italie - 12 septembre 1898
 - Commandeur de l'ordre des Saints-Maurice-et-Lazare - 21 juin 1906
 - Grand officier de l'ordre de la Couronne d'Italie - 10 janvier 1907
 - Grand officier de l'ordre des Saints-Maurice-et-Lazare - 4 avril 1907
 - Chevalier grand-croix de l'ordre de la Couronne d'Italie - 19 juin 1913
 - Chevalier grand-croix décoré du grand cordon de l'ordre des Saints-Maurice-et-Lazare - 29 décembre 1916

## Sources
- (it) Cet article est partiellement ou en totalité issu de l’article de Wikipédia en italien intitulé « Gaspare Colosimo » (voir la liste des auteurs).